# Tornare nella Terra
Tornare nella Terra è il primo album discografico del gruppo musicale italiano Bachi da pietra, pubblicato nel 2005.

## Tracce
Testi e musiche di Giovanni Succi.
1. Primavera Del Sangue – 2:02
2. Aprile D.C. – 3:12
3. 2:40 – 3:43
4. Solare – 2:53
5. Verme – 3:11
6. Zolle – 3:08
7. Stella – 3:35
8. Prostituisciti – 6:49
9. Stirpe Confusa – 15:06

## Formazione

### Gruppo
- Giovanni Succi – voce, chitarra, basso acustico
- Bruno Dorella – batteria minimale

### Produzione
- Alessandro Bartolucci – registrazione
- Giovanni Succi – copertina